# Chostka
Chostka (en ukrainien et en russe : Шостка) est une ville industrielle de l'oblast de Soumy, en Ukraine, et le centre administratif du raïon de Chostka. Sa population s'élevait à 71 966 habitants en 2022. Chostka est un centre d'industrie chimique depuis le XVIIIe siècle.

## Géographie
Chostka est arrosée par la rivière Chostka, un affluent de la Desna, et se trouve à 138 km au nord-ouest de Soumy.

## Histoire
Chostka fut d'abord un village de Cosaques d'Ukraine fondé au début du XVIIe siècle. Une usine de poudre à canon y fut établie en 1739. Elle fut longtemps la plus importante usine de poudre à canon de l'Empire russe. En 1893, une voie de chemin de fer fut construite jusqu'à Chostka. La localité reçut le statut de ville en 1924. En 1929, une usine de pellicule de cinéma fut mise en service à Chostka ; elle devint un des principaux fournisseurs de matériel photosensible pour la photographie et le cinéma de l'Union soviétique. Détruite pendant la Seconde Guerre mondiale, elle fut reconstruite grâce aux équipements de l'usine allemande Filmfabrik Wolfen, démontés en 1946, et devint l'Usine de pellicule couleurs no 1 de l'URSS.
En février 2022, lors de l'invasion de l'Ukraine par la Russie, la ville fut assiégée jusqu'au retrait russe du 4 avril.

## Population
Recensements (*) ou estimations de la population :
| 1923* | 1926* | 1939*  | 1959*  | 1970*  | 1979*  |
| ----- | ----- | ------ | ------ | ------ | ------ |
| 8 519 | 8 299 | 28 592 | 38 884 | 64 436 | 82 036 |

| 1989*  | 2001*  | 2013   | 2014   | 2015   | 2016   |
| ------ | ------ | ------ | ------ | ------ | ------ |
| 92 882 | 87 130 | 79 058 | 78 505 | 77 847 | 77 134 |

| 2017   | 2018   | 2019   | 2020   | 2021   | 2022   |
| ------ | ------ | ------ | ------ | ------ | ------ |
| 76 595 | 75 909 | 75 024 | 74 125 | 73 197 | 71 966 |

## Économie
L'économie de Chostka repose sur plusieurs usines des industries agroalimentaire et chimique. Les principales entreprises sont :
- Combinat laitier de Chostka (en russe : ОАО Шосткинский гормолкомбинат) : en 2007, les actifs de cette société, appartenant auparavant au fonds d'investissement américain Horizon Capital, ont été rachetés par la société française Groupe Bel ; 1 130 salariés[2].
- Usine Zvezda (en russe : Завод "Звезда"), qui fabrique de la poudre à canon depuis 1739.
- Usine Impuls (en russe : Импульс), qui fabrique des détonateurs depuis 1848, pour l'industrie extractive.
- Usine de réactifs chimique de Chostka (en russe : ОАО Шосткинский завод химических реактивов), créée en 1953 ; 390 salariés (2007)[3].
- OAO AK Svema (en russe : ОАО АК Свема) : usine chimique qui produit des pellicules noir et blanc pour la photographie et le cinéma ; 400 salariés (2007)[4].

## Lieux culturels

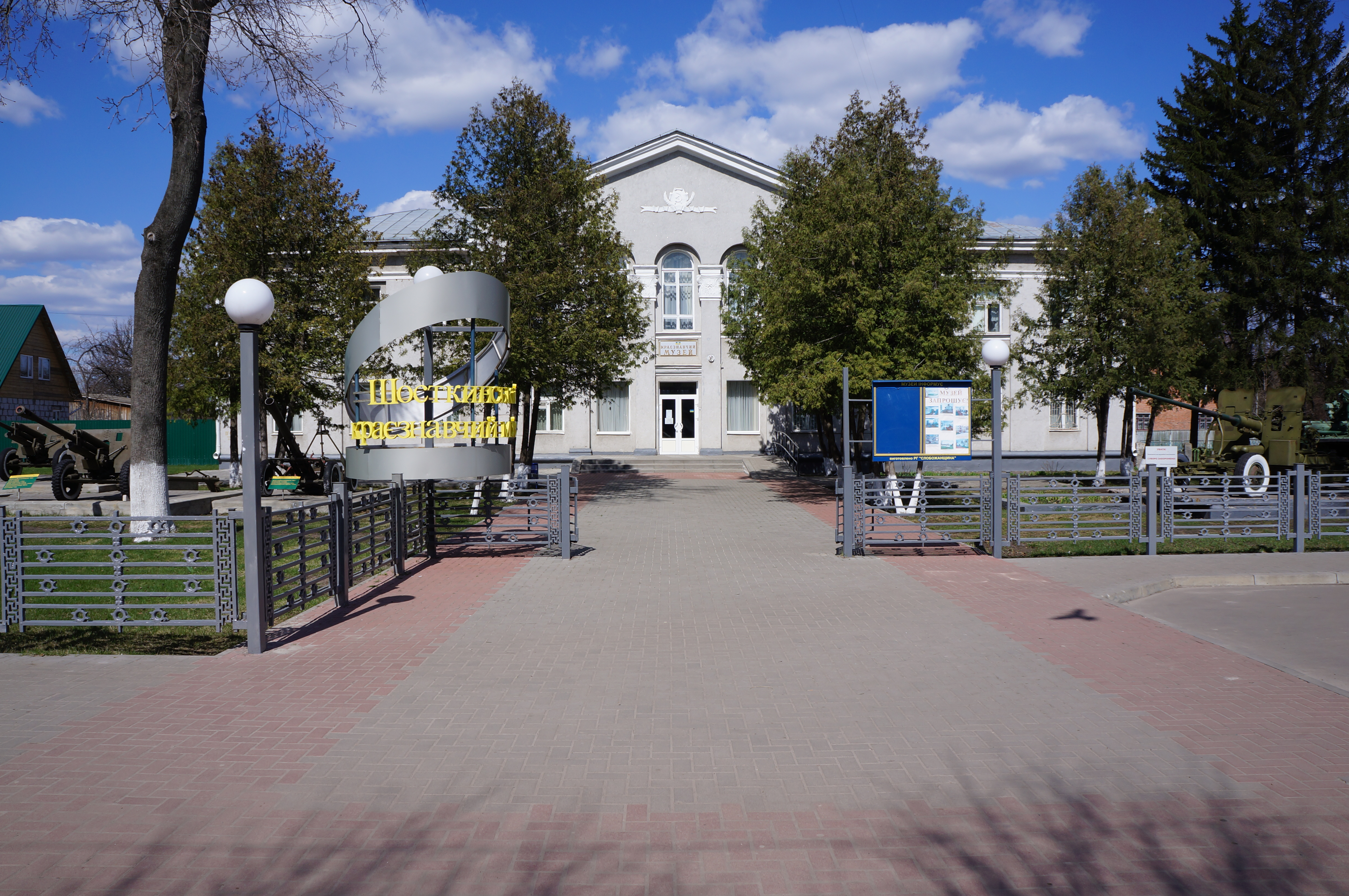
Musée d'histoire, classée[5],
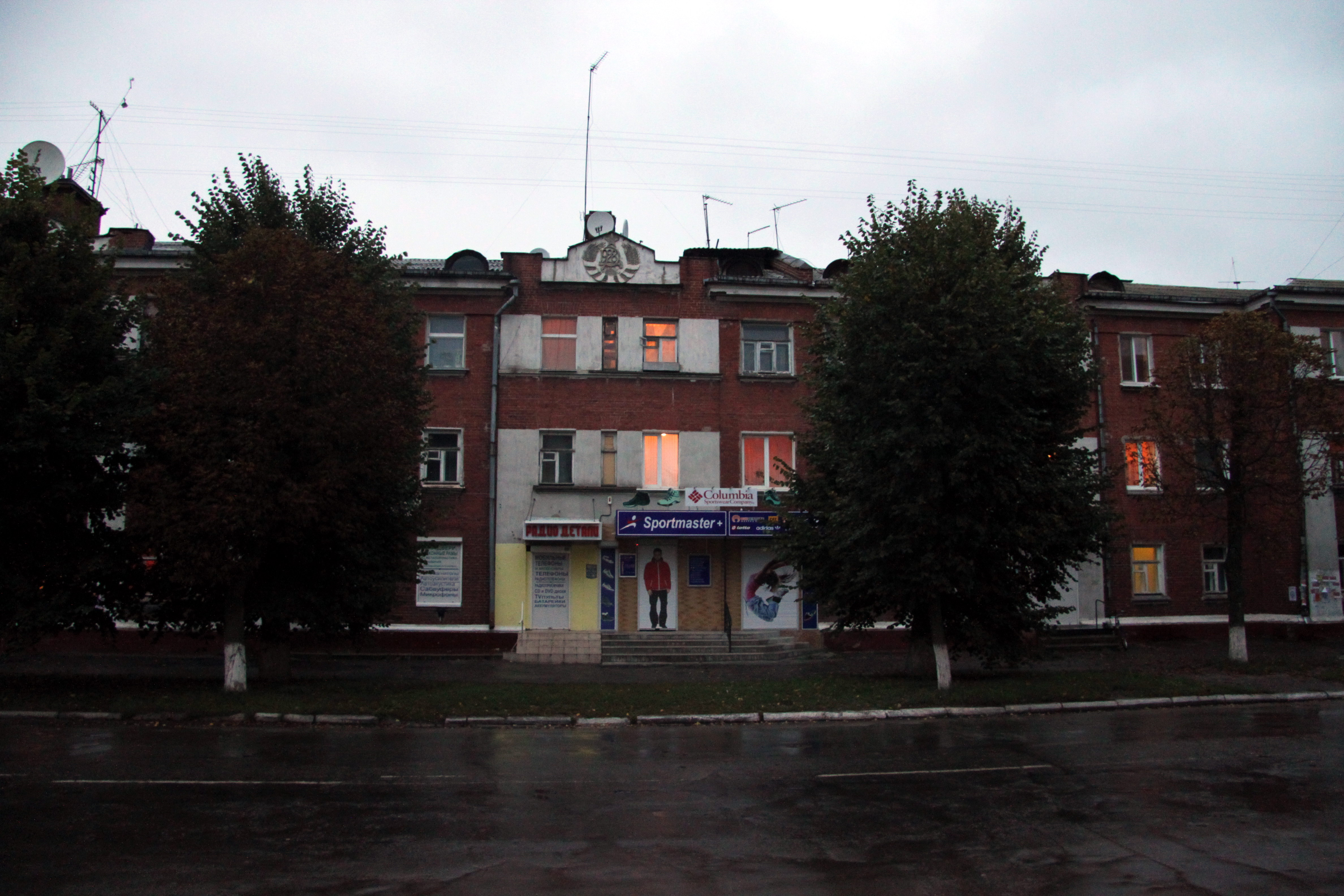
immeuble 39 rue Marksa, classé[6],
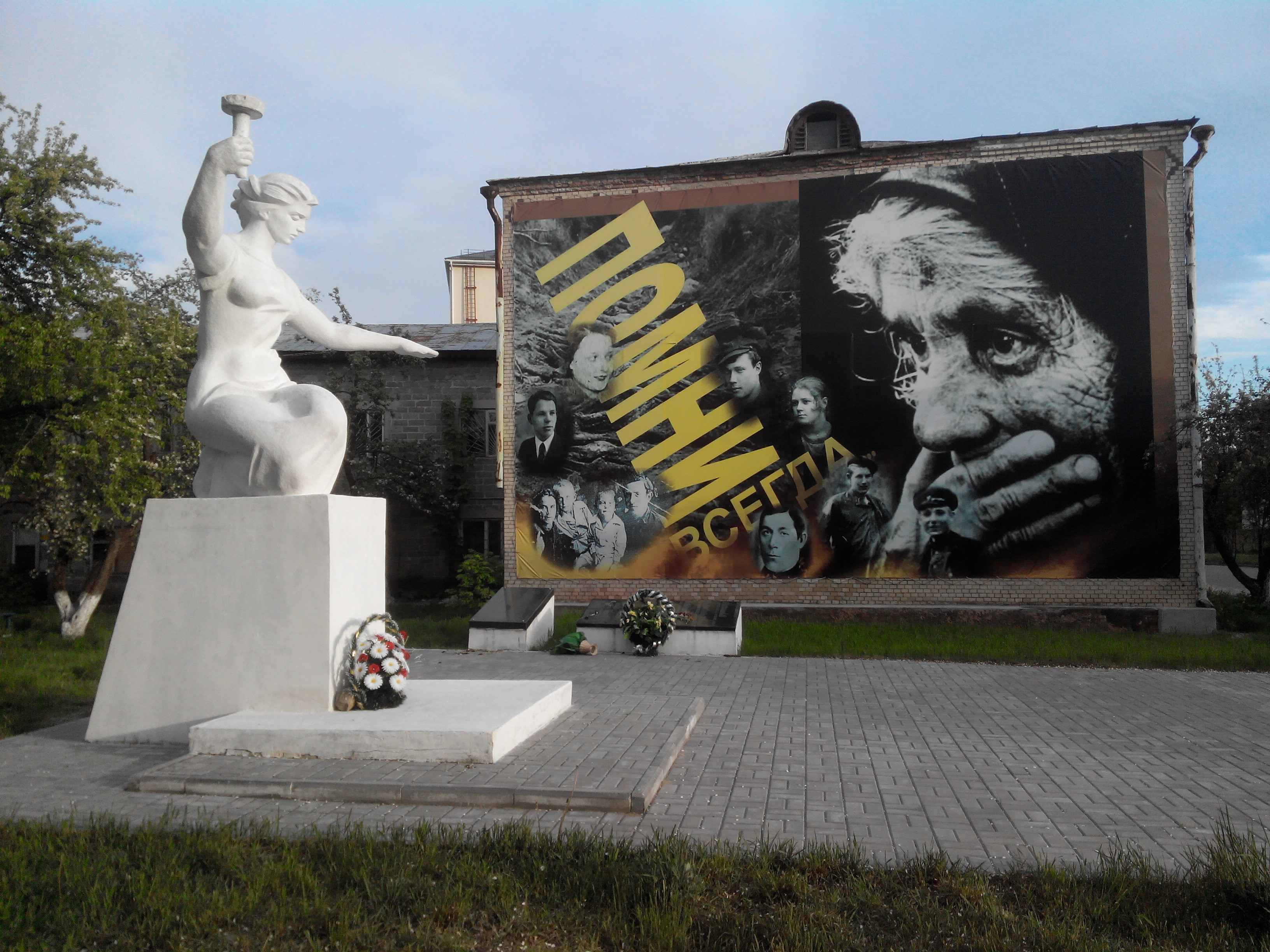
mémorial au victimes du fascisme, classé[7], rue Gagarine
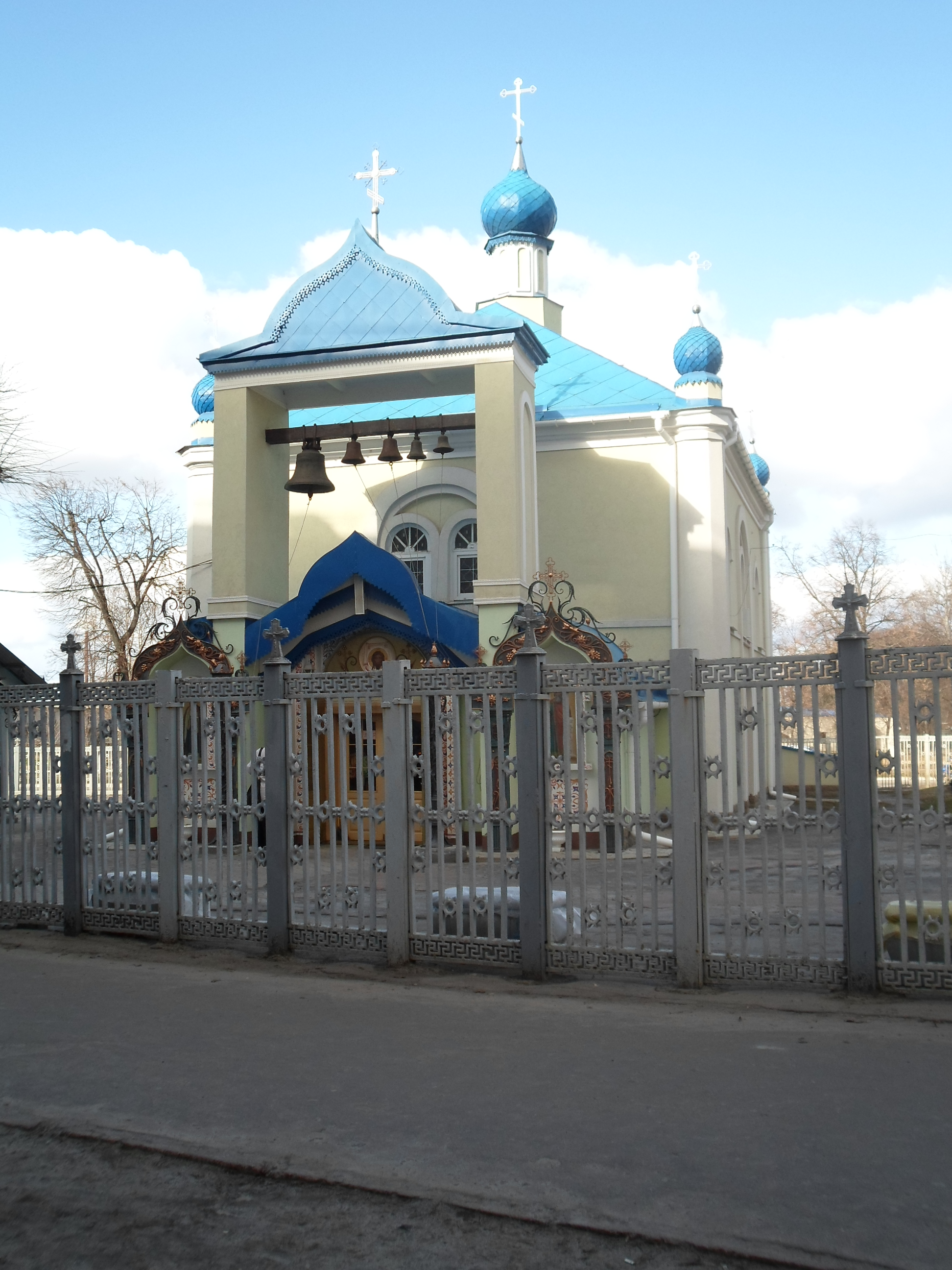
église de la Nativité, classée[8],
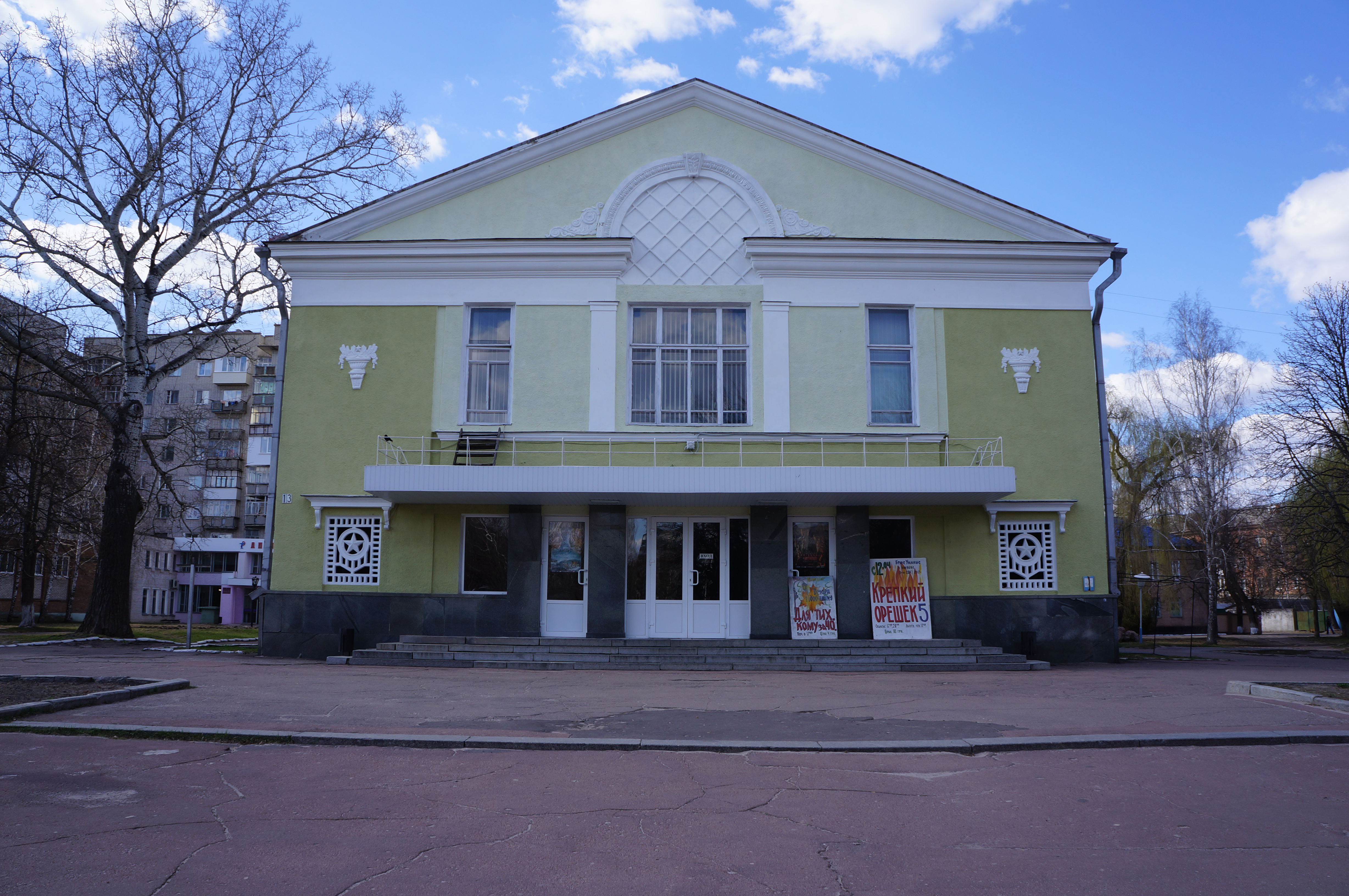
cinéma Rodina, classé[9].

## Personnalité
- Ivan Kojedoub (1920-1991), as de l'aviation soviétique, trois fois Héros de l'Union soviétique.

## Dans la culture populaire
Chostka est la ville d'origine de la famille Souriskewitz dans le film d'animation américain Fievel et le Nouveau Monde sorti en 1986.